# Angeldemon
Angeldemon – drugi album studyjny polskiej grupy muzycznej Hermh. Wydawnictwo ukazało się w 1997 roku nakładem wytwórni muzycznej Pagan Records. Nagrania zostały zarejestrowane w marcu 1997 roku w Selani Studio w Olsztynie.

## Lista utworów
Opracowano na podstawie materiału źródłowego.
Muzyka i słowa: Hermh.
1. „Intro / Wonderlust” - 06:08
2. „The Silent Touch Of Bloody Rain” - 02:57
3. „Dreamdeath Lover” - 06:08
4. „Winged Emptiness” - 04:06
5. „Years Of Dying” - 04:09
6. „Wolfish Flower” - 02:54
7. „Vampire The Angeldemon” - 05:14
8. „Streak From Kozmoz” - 04:27
9. „Immortalize / Outro” - 05:32

## Twórcy
Opracowano na podstawie materiału źródłowego.
| - Bartłomiej „Bart” Krysiuk – wokal prowadzący - Krzysztof „Kriss” Oleksicki – gitara elektryczna - Tom – gitara elektryczna | - Marek „Mark” Kutnik – instrumenty klawiszowe - Marcel – gitara basowa - Marek „Mark Olo” Oleksicki – perkusja |